# Mazda CVS Personal Car
Le Mazda CVS Personal Car est un concept car du constructeur automobile japonais Mazda, présenté au salon de Tokyo en 1973.
Son nom est l'acronyme de Computer-controller Vehicle System ou système de véhicule contrôlé par ordinateur. Le CVS est conçu comme un taxi urbain, permettant de transporter une personne d'un point à un autre via des rails de guidage dans un espace urbain.

## Conception et développement
La conception du véhicule débute en 1968. 
En 1970, au cours de l'Exposition universelle, des systèmes de contrôle de véhicule à distance, par ordinateur, sont présentés au public. Initialement vu comme une attraction touristique, c'est le point de départ du développement d'un système de transport innovant. À l'époque, les mobilités urbaines ne sont pas un secteur d'innovation et un tel procédé est vu comme relevant de la science-fiction. Mais l'Exposition universelle fait émerger ces solutions techniques et des recherches concrètes de guidage automatique des voitures sont lancées en juillet 1970, avec le soutien du ministère du Commerce international et de l'Industrie japonais. Des modèles et un circuit miniatures sont construits pour les besoins de l'expérimentation et une simulation à grande échelle est effectuée sur ordinateur. Les expériences sur les miniatures sont menées d'avril à octobre 1971.
Les expérimentations du concept CVS sont menées dans des locaux appartenant ua gouvernement, au Laboratoire de technologie industrielle à Higashimurayama, à 30 km à l'ouest de Tokyo. Là-bas, 4,8 kilomètres de circuits de guidage sont installés à partir de la fin 1971, dont deux permettant la circulation à grande vitesse (60 km/h). Un centre de contrôle est positionné au-dessus des ateliers de réparations des véhicules et équipé de trois puissants ordinateurs, l'un contrôlant la voie classique (40 km/h), l'autre la voie à grande vitesse et le dernier supervisant l'action de l'ensemble du système. C'est l'une des plus grandes installations de recherche sur les transports au monde. 
Au printemps 1973, les expérimentations débutent sur le circuit. Elles se poursuivent durant plusieurs années.

## Données techniques
Chaque véhicule CVS est haut de 1,85 m, long de 3 m et large de 1,60 m. Le véhicule est propulsé par un moteur électrique qui peut gravir des pentes à 6 % à une vitesse de 60 km/h lorsqu'il n'y a pas de vent. Sa vitesse maximale en conditions normales est de 80 km/h. Le concept car est équipé de trois systèmes de freinage ; un frein électrique, un frein à frottements classique et un frein d'urgence, utilisé uniquement en cas de risque lié à la sécurité ou pour réguler le trafic.
Le concept car présente des innovations singulières, qui sont remarquées encore en 2022. Il est équipé d'un rail de guidage et d'un ordinateur qui rend le véhicule autonome. Des portières coulissantes et des fauteuils en cuir tendu améliorent le confort, tout comme le téléphone également intégré au véhicule. Il est également envisagé de modifier certains exemplaires pour permettre le transport de fret, les véhicules routiers assurant alors plus de 93 % de ce transport.